# Ophthalmis rosenbergi
Ophthalmis rosenbergi là một loài bướm đêm trong họ Noctuidae.